# Паксан
Паксан (лаос. ປາກຊັນ, «устье реки Сан») — город в Лаосе, административный центр провинции Борикхамсай. Население — 27 407 чел. (по оценке 2010 года).

## История
Город был основан во второй половине XIX века. В середине XIX века лаосские территории подверглись сильному опустошению: как из-за нападений банд хо из Вьетнама, так и из-за того, что сиамские правители целенаправленно опустошали лаосские земли, переселяя жителей оттуда на другие территории.
В 1876 году сиамский король Рама V повелел учредить на территории, где остались люди, выжившие после вторжения хо 1874 года, новую административную единицу — мыонг Борикхам. В 1885 году французы, заняв Вьетнам, оспорили права Сиама на прилегающие земли, и Сиаму пришлось эвакуировать левобережье Меконга, оставив созданный ими укреплённый пункт у реки Сан.
В середине 1890-х французские миссионеры возвели церковь в оставленном сиамцами Паксане. В 1937 году, после раздела провинции Вьентьян на две части, Паксан стал столицей новой провинции «Борикхам». В 1980-х название провинции было изменено на «Борикхамсай».